# Краљ у жутом
Краљ у жутом (енгл. The King in Yellow) је збирка приповедака америчког писца Роберта В. Чејмберса, први пут објављена 1895. године. Књига садржи девет приповедака и низ песама; док прве приче припадају жанровима натприродног хорора и ирационалне фантастике, Краљ у жутом прогресивно прелази у лакши тон, завршавајући се љубавним причама лишеним хорора или натприродних елемената.
Хорор приче су веома цењене, а критичари попут Е. Ф. Блајлера и Т. Е. Д. Клајна описали су их као класике у домену натприродног. Лин Картер ју је назвао „апсолутним ремек-делом, вероватно најбољом књигом ирационалне фантастике написане у овој земљи између Поове смрти и успона Лавкрафта”, и књига је имала утицај на самог Лавкрафта.
Књига је добила назив по истоименој драми у причама која се као мотив понавља кроз прве четири приче, забрањеној представи која изазива лудило код оних који је прочитају.
Књигу је у Србији први пут објавила издавачка кућа Гавран 2014. године.

## Приче
Прве четири приче су лабаво повезане са три главна мотива:
- Драма у облику књиге под насловом Краљ у жутом
- Мистериозни, злонамерно натприродни и готички ентитет познат као Краљ у жутом
- Језиви симбол познат као Жути знак

Ове приче су сабласног тона, усредсређене, у складу са осталим причама, на ликове који су у већини случајева уметници или декадентни, становници полусвета.
Прва и четврта прича, „Мајстор за репутације” и „Жути знак”, смештене су у фиктивну будућу Америку 1920-их, док су друга и трећа прича, „Маска” и „У Змајевом сокаку”, смештене у Паризу. Ове приче прати тема: „Јесте ли видели Жути знак?”
Сабласни лик постепено нестаје током преосталих прича, а последње три су написане у стилу љубавне фикције, уобичајене за Чејмберсова каснија дела. Све их повезује са претходним причама њихов париски амбијент и њихови уметнички протагонисти.

### Списак прича
Књига се састоји од десет приповедака:
- „Мајстор за репутације”
- „Маска”
- „У Змајевом сокаку”
- „Жути знак”
- „Госпа од Иса”
- „Рај за пророке”
- „Улица четири ветра”
- „Улица прве гранате”
- „Улица Госпе од поља”
- „Улица Баре”

## Истоимена драма
Измишљена драма Краљ у жутом има најмање два чина и најмање три лика: Касилду, Камилу и „Странца”, који може али не мора бити главни лик.
Чејмберсова збирка прича садржи одломке из драме који служе као увод у књигу у целини, или за индивидуалне приче. На пример, „Касилдина песма” долази из друге сцене првог чина у драми:
Дуж хриди се таласи облака ломе,

Двоструко сунце под језеро тоне,

Сенке сад расту

У Каркоси.

Чудна је ноћ где свићу црне звезде,

И чудни месеци по небу језде,

А још чуднија

Изгубљена Каркоса.

Песме Хијада што ће да се оре,

Где рите се Краљевих скута вијоре,

Нечујне умреће у

Магленој Каркоси.

Песмо моје душе, глас мој смрт узе,

Умри, непевана, ко неплакане сузе

Што умреће суве у

Изгубљеној Каркоси.
На почетку приповетке „Маска” стоји одломак из друге сцене првог чина:
Камила: Ви, господине, треба да скинете маску.

Странац: Заиста?

Касилда: Заиста, време је. Сви смо одложили маске, осим вас.

Странац: Ја не носим маску.

Камила: (престрашена, поред Касилде) Не носи маску? Не носи маску!
Такође се наводи, у „Мајстору за репутације”, да последњи тренутак првог чина укључује Камилин „мучни врисак и [...] грозне речи које одјекују мрачним улицама Каркосе”.
Сви одломци потичу из првог чина. Приче описују први чин као сасвим обичан, али читање другог чина доводи читаоца до лудила „неодољивим” откривеним истинама: „Управо су баналност и невиност првог чина доводиле до тога да наставак зада ударац са још ужаснијим ефектом”. Чак је и гледање прве странице другог чина довољно да привуче читаоца: „Да нисам бацио поглед на уводне речи у другом чину, никада је не бих завршио”.
Чејмберс обично даје само раштркане наговештаје садржаја целе драме, као у овом одломку из „Мајстора за репутације”:
Поменуо је оснивање династија у Каркоси, језера која су повезивала Хастур, Алдебаран и мистерију Хијада. Говорио је о Касилди и Камили и дочарао је тмурне дубине Демхе и језеро Хали. „Подеране рите Краља у жутом морају сакрити Итхил заувек”, промрмљао је, али не верујем да га је Венс чуо. Затим је постепено водио Венса кроз огранке Империјалне породице, кроз Јуот и Тале, од Наоталбе и Фантома истине до Алдонеса, а затим, бацивши на страну рукопис и белешке, започео је предивну причу о Последњем Краљу.
Сличан одломак се јавља у „Жутом знаку”, у којем је двоје протагониста читало Краља у жутом:
Ноћ беше пала, и часови су се вукли, а ми смо и даље жаморили једно другом о Краљу и о Бледој маски, док се поноћ оглашавала са шиљатих торњева у граду обвијеним маглом. Причали смо о Хастуру и Касилди, док се споља магла ваљала по слепим прозорским окнима као што се таласи облака ваљају и ломе на обалама језера Хали.

## Инспирација
Чејмберс је позајмио имена Каркоса, Хали и Хастур од Емброуза Бирса: конкретно, његових приповедака „Становник Каркосе” и „Пастир Хаита”. Нема јаких индиција да је Чејмберс био инспирисан овим причама, осим да је позајмио имена. На пример, Хастур је бог пастира у „Пастиру Хаити”, али је имплицитно локација у „Мајстору за репутације”, наведен поред Хијада и Алдебарана. Маска коју је странцу наређено да скине, али се испоставило да уопште не постоји у одломку из драме Краљ у жутом (у Чејмберсовој приповеци „Маска”) евоцира сцену у „Маски црвене смрти” Едгара Алана Поа, где принц Просперо захтева да странац обучен као Црвена смрт скине маску и огртач, али не налази ништа испод. С обзиром на популарност те приповетке, ово би могла бити инспирација или чак Чејмберсов омаж Поу.
Брајан Стејблфорд је истакао да су на причу „Госпа од Иса” утицале приче Теофила Готјеа, као што је „Арија Марчела” (1852); и Готјеове и Чејмберсове приче укључују љубавну везу омогућену путовањем кроз време.

## Наслеђе

### Утицај на Ктулу митове
Х. Ф. Лавкрафт је прочитао Краља у жутом почетком 1927. и укључио успутне референце на разне ствари и места из ове књиге — као што су језеро Хали и Жути знак — у новелу Шаптач у тами (1931), једну од његових главних прича из Ктулу митова. Лавкрафт је позајмио Чејмберсов метод нејасног позивања на натприродне догађаје, ентитете и места, дозвољавајући тако својим читаоцима да сами замисле ужас. Драма Краљ у жутом је заправо постала још једно дело окултне литературе у Ктулу митова поред Некрономикона и других дела.

### Прави детектив
Прва сезона америчке антологијске криминалистичке драмске телевизијске серије Прави детектив помиње фигуру под називом „Жути краљ”. Алузије на Краља у жутом могу се приметити у мрачној филозофији серије, њеном сталном коришћењу „Каркосе” и „Жутог краља” као мотива у целој серији, као и симболичној употреби жуте боје као тематског потписа који означава лудило и декаденцију.